# Велика Штанга
Велика Штанга (словен. Velika Štanga) — поселення в общині Шмартно-при-Літії, Осреднєсловенський регіон, Словенія. 
Висота над рівнем моря: 515,8 м.